# فتلية
الفتلية أو الهلكتيرية (الاسم العلمي Helicteres)، جنس أشجار وجنبات برية وتزيينية من فصيلة الخبازية.

## الأنواع
أنواع الفتلية حسب دليل الحياة كتالي: